# Alkylatbenzin
Unter Alkylatbenzin (auch Gerätebenzin, Grünes Benzin oder Sonderkraftstoff) fasst man Benzine zusammen, die durch Alkylierung von gasförmigen Olefinen und verzweigten gesättigten Kohlenwasserstoffen wie Isobutan in Gegenwart von Schwefelsäure oder Fluorwasserstoff bei niedrigen Temperaturen gewonnen werden. Dabei entstehen fast ausschließlich Isoparaffine. Die Ausgangsstoffe sind überschüssige Gase aus der Rohöldestillation und von Crackanlagen.

## Herstellung
Die Herstellung erfolgt katalytisch unter Einsatz von konzentrierter Schwefelsäure oder Flusssäure. Wegen der beschränkten Verfügbarkeit von Isobutan kann Alkylatbenzin nur in relativ geringen Mengen erzeugt werden.

## Zusammensetzung
Alkylatbenzin ist – wie Motorenbenzin auch – ein Blend aus verschiedenen Komponenten:
- Alkylat (C7–C12 Isoparaffine, hergestellt mit Hilfe des sogenannten Alkylierungs-Prozesses)
- Isobutan (zur Einstellung des Dampfdruckes[9])
- Isopentan (zur Einstellung des Dampfdruckes und zur Glättung des Siedeverlaufes[9])
- Additive

Das synthetische Alkylat stellt hierbei den Hauptbestandteil der Mischung dar (85 … 95 %).
In der EU wird zwischen verschiedenen Arten unterschieden. Diese sind:

### Gesamtes Alkylatbenzin
Naphtha (Erdöl), gesamtes Alkylatbenzin, Naphtha, niedrigsiedend, modifiziert, CAS-Nummer: 64741-64-6.
Komplexe Kombination von Kohlenwasserstoffen, hergestellt durch Destillation der Reaktionsprodukte von Isobutan mit Monoolefinen mit Kohlenstoffzahlen überwiegend im Bereich von C3 bis C5; besteht in erster Linie aus verzweigten gesättigten Kohlenwasserstoffen mit Kohlenstoffzahlen überwiegend im Bereich von C7 bis C12 mit einem Siedebereich von etwa 90 °C bis 220 °C.

### Gesamtes Alkylatbenzin, butanhaltig
Naphtha (Erdöl), gesamtes Alkylatbenzin, butanhaltig, Naphtha, niedrigsiedend, modifiziert, CAS-Nummer: 68527-27-5.
Komplexe Kombination von Kohlenwasserstoffen, hergestellt durch Destillation der Reaktionsprodukte von Isobutan mit Monoolefinen mit Kohlenstoffzahlen gewöhnlich im Bereich von C3 bis C5; besteht in erster Linie aus verzweigten, gesättigten Kohlenwasserstoffen mit Kohlenstoffzahlen überwiegend im Bereich von C7 bis C12 sowie einigen Butanen mit einem Siedebereich von etwa 35 °C bis 200 °C.

### Schweres Alkylatbenzin
Naphtha (Erdöl), schweres Alkylatbenzin, Naphtha, niedrigsiedend, modifiziert, CAS-Nummer: 64741-65-7.
Komplexe Kombination von Kohlenwasserstoffen, hergestellt durch Destillation der Reaktionsprodukte von Isobutan mit Monoolefinen mit Kohlenstoffzahlen überwiegend im Bereich von C3 bis C5; besteht in erster Linie aus verzweigten gesättigten Kohlenwasserstoffen mit Kohlenstoffzahlen überwiegend im Bereich von C9 bis C12 mit einem Siedebereich von etwa 150 °C bis 220 °C.

### Leichtes Alkylatbenzin
Naphtha (Erdöl), leichtes Alkylatbenzin, Naphtha, niedrigsiedend, modifiziert, CAS-Nummer: 64741-66-8.
Komplexe Kombination von Kohlenwasserstoffen, hergestellt durch Destillation der Reaktionsprodukte von Isobutan mit Monoolefinen mit Kohlenstoffzahlen überwiegend im Bereich von C3 bis C5; besteht in erster Linie aus verzweigten gesättigten Kohlenwasserstoffen mit Kohlenstoffzahlen überwiegend im Bereich von C7 bis C10 mit einem Siedebereich von etwa 90 °C bis 160 °C.

### Butanalkylat
Naphtha (Erdöl), C4–12, Butanalkylat, isooctanreich, Naphtha, niedrigsiedend, modifiziert, CAS-Nummer: 92045-49-3.
Komplexe Kombination von Kohlenwasserstoffen, erhalten durch Alkylierung von Butanen; besteht in erster Linie aus Kohlenwasserstoffen mit Kohlenstoffzahlen überwiegend im Bereich von C4 bis C12, reich an Isooctan, mit einem Siedebereich von etwa 35 °C bis 210 °C.

## Eigenschaften und Verwendung
Alkylatbenzin ist nach aktuellem Stand der Technik arm an gesundheits- und umweltschädlichen Stoffen, insbesondere was krebserzeugende, erbgutverändernde oder reproduktionstoxische Stoffe (CMR-Stoffe) in den Motorabgasen betrifft. Es besteht fast nur aus Paraffinen und enthält nur sehr geringe Mengen an Olefinen und Aromaten, kaum Schwefel und typischerweise nur etwa 0,05 % Benzol. Alkylatbenzin wird dort eingesetzt, wo der Mensch direkt den Abgasen der Maschine ausgesetzt ist, so zum Beispiel beim Einsatz von Rasenmähern, Motorsägen, Stromerzeugern, im Modellbau oder als Flugzeugbenzin (Avgas).
Das bei Motorsägen und Rasenmähern eingesetzte Alkylatbenzin wird als Gerätebenzin, Sonderkraftstoff oder auch Grünes Benzin bezeichnet. Erhältlich ist Gerätebenzin als 4-Takt-Benzin oder als gebrauchsfertige 2-Takt-Mischung. Die Variante für Zweitaktmotoren ist mit vollsynthetischem oder auf Estern basierendem Mischungsöl vorgemischt. Im Gegensatz zu normaler Mischung aus Tankstellenbenzin ist 2-Takt-Gerätebenzin sehr lange (mindestens 2 Jahre) ohne Entmischung lagerfähig.
Da die Dichte von Alkylatkraftstoffen geringer ist als die üblicher Ottokraftstoffe, muss in der Regel die Gemischaufbereitung (Vergaser, u. U. auch die Einspritzung) etwas fetter eingestellt werden; anderenfalls können Startschwierigkeiten und/oder Zündaussetzer auftreten.